# Mustasaari (ö i Finland, Södra Savolax, S:t Michel, lat 62,04, long 26,70)
Mustasaari är en ö i Finland. Den ligger i sjön Mallos och i kommunen Kangasniemi i den ekonomiska regionen  S:t Michel och landskapet Södra Savolax, i den södra delen av landet, 230 km norr om huvudstaden Helsingfors. Öns area är 1,9 hektar och dess största längd är 340 meter i nord-sydlig riktning.